# Вулиця Гайова (Тернопіль)
Вулиця Гайова — вулиця в місті Тернопіль.

## Відомості
Розпочинається від «Рогатки», пролягає на схід, проходячи через залізничний тунель, згодом — на південний схід до Гаївського мосту, де і закінчується. На вулиці розташовані приватні, багатоквартирні будинки, промислові та комерційні будівлі. На початку вулиці з півночі примикає вулиця Мостова-бічна, на південь відгалужується вулиця Гайова-бічна. Ближче до кінця вулиці з південного заходу примикає вулиця Подільська.

## Комерція
- Видавництво «Астон» (Гайова, 8)
- Готельно-розважальний комплекс «Алігатор» (Гайова, 29)
- Аквапарк «Лімпопо» (Гайова, 29)
- «Пан Баняк» (Гайова, 54)

## Транспорт
Рух на початку вулиці — односторонній (лише від «Рогатки» на схід), після примикання вулиці Мостова-бічна — двосторонній, дорожнє покриття — асфальт. Міські маршрути громадського транспорту по вулиці не курсують, найближчі зупинки знаходяться на вулицях Князя Острозького та Торговиця.